# Kandel (Pfalz)
Die Stadt Kandel liegt in der Südpfalz im Landkreis Germersheim in Rheinland-Pfalz und ist Verwaltungssitz der Verbandsgemeinde Kandel.

## Geographie

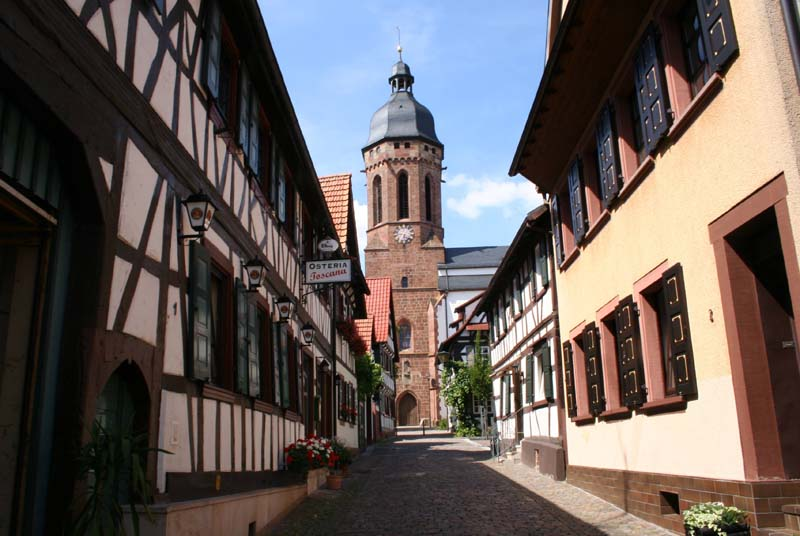
Die Turmgasse mit dem St.-Georgs-Turm

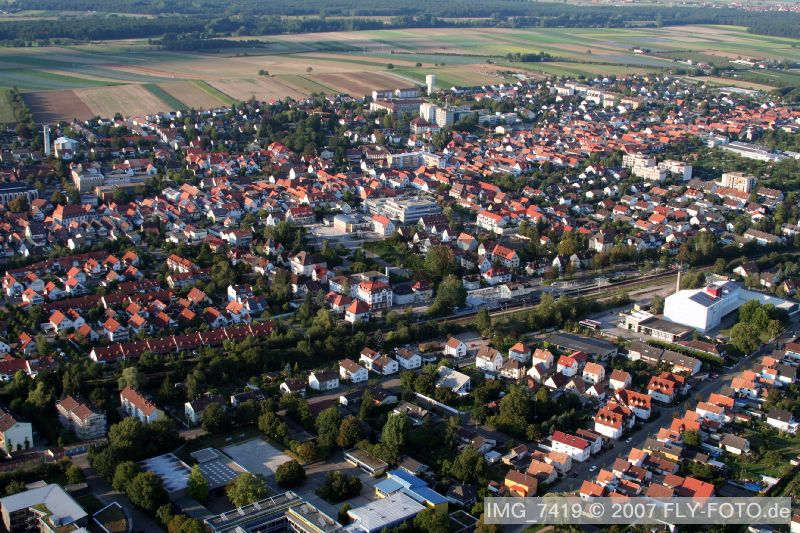
Luftbild aus Südwest

Kandel liegt am Nordrand des Bienwaldes, etwa 12 Kilometer von der französischen Grenze entfernt, 19 km südlich von Landau und 20 km westnordwestlich von Karlsruhe in der Oberrheinischen Tiefebene.

### Klima
Der Jahresniederschlag beträgt 735 mm.

### Gewässer
Im Süden bildet der Otterbach teilweise die Gemarkungsgrenze zu Wörth. Vor Ort nimmt er von rechts den Bruchbach auf. Der Erlenbach bildet im Norden großteils die Grenze zu Steinweiler und Erlenbach bei Kandel. Im Nordosten der Gemarkung mündet der Altbach in ihn.

### Nachbargemeinden
Wörth am Rhein, Jockgrim, Rheinzabern, Hatzenbühl, Erlenbach bei Kandel, Steinweiler, Winden (Pfalz), Minfeld.

### Stadtgliederung
Zur Stadt Kandel gehören neben Kandel selbst auch Minderslachen und Kandel-Höfen.
Ursprünglich war Kandel ein für die Südpfalz typisches Straßendorf. Das eigentliche Stadtgebiet gliedert sich in verschiedene Teile: Oberkandel (westlicher Teil), Mittelkandel (mittlerer Teil) und Unterkandel (östlicher Teil). Wegen der Größe des langgestreckten Ortes waren zeitweise auch die Bezeichnungen Langenkandel bzw. Langencandel üblich. Bereits vor dem Zweiten Weltkrieg entstand südlich der Innenstadt die sogenannte Gartenstadt, in der Nachkriegszeit kamen diverse Neubaugebiete hinzu. Seit Anfang 2006 läuft die Erschließung des Neubaugebiets „Am Höhenweg“.

## Geschichte

### Mittelalter
Die erste Erwähnung Kandels findet sich in einer Urkunde des Speyerer Bischofs Günther von Henneberg aus dem Jahre 1150. Dort ist ein „Adelbrath von Canele“ als Zeuge einer Schenkung genannt. Der Name ist möglicherweise eine Eindeutschung von lateinisch canalis (’Röhre, Rinne, Wasserlauf‘), siehe Kandel (Abfluss). Urkunden sprechen im Jahre 1348 von einer Kirche in Kandel, deren Entstehungsjahr jedoch noch nicht hat nachgewiesen werden können.
Emich V. von Leiningen verpfändete 1374 zusammen mit weiteren Dörfern auch Kandel und Minderslachen an den pfälzischen Kurfürsten Ruprecht I. Ab 1379 musste Kandel zwei Herren dienen, da die Herrschaft Guttenberg gemeinsamer Besitz der Grafen von Leiningen-Hardenberg und der pfälzischen Kurfürsten wurde. Aufgrund der „Pfälzischen Teilung“ 1410 fiel der wittelsbachische Teil der Herrschaft Guttenberg mit Kandel an Pfalzgraf Stephan, den Begründer des Herzogtums Pfalz-Zweibrücken. 1460 ließ Kurfürst Friedrich I. von der Pfalz, von seinen Freunden Friedrich der Siegreiche, von seinen Feinden Der böse Fritz genannt, Kandel wegen eines Streits mit seinem Vetter Ludwig von Zweibrücken brandschatzen. Drei Jahre später übertrug Graf Schaffried von Leiningen seinen Anteil an Guttenberg an die Herren von Lichtenberg. Diese verkauften ihre Rechte bereits einen Tag später an den Kurfürsten Friedrich und den Zweibrücker Herzog Wolfgang. Die beiden pfalz-wittelsbachischen Linien verwalteten nunmehr die Herrschaft gemeinsam. Im Jahre 1475 wurde die an Stelle des 1460 zerstörten Gotteshauses erbaute neue Kirche zu Ehren der Mutter Gottes und des heiligen Märtyrers Georg vollendet. Vier Jahre später übertrug Bischof Ludwig von Helmstatt dem Ritter Heinrich von Otterbach 30 Morgen Äcker auf der Huldeburg bei Kandel. Diese Burg stand der Überlieferung nach auf dem Holderbühl. Spätestens 1481 war das ortsansässige Rittergeschlecht erloschen. Letzter Namensträger war Ritter Egon von Candel. Das Ritterlehen ging an Hans von Helmstädt über.

### Bauernaufstand und Dreißigjähriger Krieg
Mit Vollendung des St. Georgsturmes 1519 entstand das heute noch bestehende Wahrzeichen der Stadt Kandel. 1525 beteiligten sich die Kandeler Bauern am Bauernaufstand. Anführer des Kandeler Haufe war der Schultheiß Mattes Josel. Nach dem Tod von Kurfürst Ottheinrich 1559 fiel der Anteil der Kurlinie an Guttenberg an Pfalz-Zweibrücken. Neben der regierenden Linie dieses Hauses waren aber auch noch Nebenlinien Miteigentümer, zunächst Pfalz-Veldenz, gefolgt von Pfalz-Sulzbach, Pfalz-Kleeburg und Pfalz-Birkenfeld. Die kroatischen Truppen von Leopold von Österreich plünderten im Verlauf des Dreißigjährigen Kriegs 1622 den Ort und steckten die Kirche und „viele schöne Häuser“ in Brand. Auch zehn Jahre später, 1632, wurde Kandel noch mehrmals geplündert. Das Dach der Kirche, die von französischen Soldaten als Wachlokal genutzt wurde, brannte dann 1635 ab. Gegen Ende des Krieges, 1644, verwüsteten die Truppen des französischen Marschalls Turenne das Gebiet um Kandel, ein Ereignis, das sich dreißig Jahre später wiederholen sollte, bevor 1675 der kaiserliche Feldmarschall Raimondo Montecuccoli in Kandel sein Hauptquartier aufschlug. Aufgrund einer Entscheidung einer der von Ludwig XIV. errichteten Reunionskammern wurde die Herrschaft Guttenberg und damit auch Kandel 1680 als Teil der sogenannten Souveränitätslande dem französisch gewordenen Elsass einverleibt. Der französische König sah sich als Souverain dieses Gebietes und betrachtete die dort regierenden deutschen Fürsten, darunter auch den Herzog von Zweibrücken, als seine Lehnsleute. 1684 wurde in Kandel wieder eine katholische Pfarrei eingerichtet. Es war dies eine sogenannte Königspfarrei, da die Wiedergründung vom Straßburger Intendanten de la Grange als Vertreter der französischen Behörden ausging. Die Georgskirche wurde Simultankirche, nachdem an Weihnachten 1684 den Katholiken deren Chor zugesprochen wurde. Zwischen Chor und Schiff wurde eine Mauer errichtet, die jedoch bereits 1686 wieder abgebrochen wurde.

### 18. Jahrhundert
Im Verlauf des Spanischen Erbfolgekriegs diente der Ort 1702 dem kaiserlichen Heerführer Ludwig von Baden, berühmt unter dem Namen „Türkenlouis“ als Hauptquartier, ebenso 1704 dem kaiserlichen Generalissimus Prinz Eugen von Savoyen, dem „Edlen Ritter“ und dem englischen Feldherrn John Churchill, Herzog von Marlborough, sowie 1706 den französischen Generälen Luxembourg und Villars sowie dem Kurfürsten von Hannover. 1733 wurde Herzog Christian von Zweibrücken aus der Linie Pfalz-Birkenfeld alleiniger Herr von Guttenberg, allerdings unter französischer Oberherrschaft. Zwei Jahre später, nach dem Tod von Herzog Christian III., mussten der Schultheiß von Kandel und mit ihm die Schultheißen aller übrigen Orte der Herrschaft Guttenberg im Schloss Minfeld dem französischen König huldigen. 1785 wurde das Kandeler Rathaus fertiggestellt. Die Sansculotten plünderten Kandel neun Jahre später und brachten unter anderem die Glocken des Georgsturmes weg. Im Jahr 1790 wurden die Orte südlich der Queich dem Département Bas-Rhin zugeordnet. Kandel wurde Kantonsort und Sitz eines Friedensgerichts.

### 19. Jahrhundert
Unter den napoleonischen Truppen, die in Kandel Quartier machten, brach 1812 eine Typhusepidemie aus. Mehr als 600 Soldaten starben und wurden in drei Massengräbern auf dem damaligen Kandeler Friedhof, an der Stelle des heutigen Marktplatzes beigesetzt. Die Pfalz wurde 1816 ein Teil Bayerns. Dessen erster König Maximilian I. Joseph kam aus dem Hause Pfalz-Birkenfeld, der letzten Herrscher-Dynastie über das Amt Guttenberg. Kandel blieb Kantonsort.
Im „tollen Jahr 1849“, dem Jahr des Pfälzischen Aufstandes, errangen auch in Kandel die sogenannten „Patrioten“ und die Umsturzpartei die Oberhand. Elias Fischer sowie die Brüder Philipp Franz und Adolf Martin Weigel und der zum Bürgermeister gewählte Philipp Rothhaas aus der Kandeler „Posthalter-Dynastie“ waren die herausragenden Köpfe der Patrioten.
Bereits im Jahr 1864 erhielt Kandel einen Bahnanschluss.

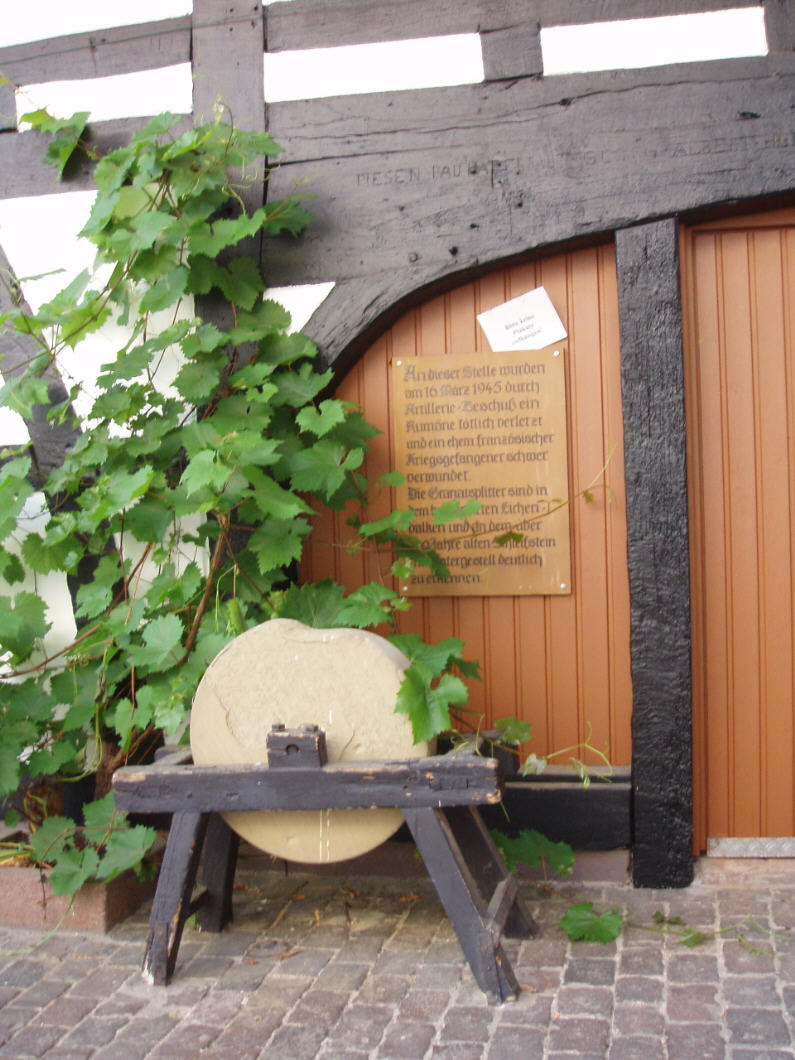
Balken und Schleifstein, die Spuren von tödlichen Granatsplittern aus dem Jahr 1945 tragen

### 20. Jahrhundert
Mit Beginn des 20. Jahrhunderts gab es auch Elektrizität im Ort; Kandel erhielt 1900 ein eigenes E-Werk. Neun Jahre später wurde die erste Wasserleitung fertiggestellt. Nach Ende des Ersten Weltkriegs 1918 wurde Kandel von französischen Truppen besetzt.
1937 erhielt Kandel die Stadtrechte.
Der Zweite Weltkrieg endete für Kandel mit der Besetzung durch amerikanische, später dann durch französische Truppen. Als Teil der Französischen Besatzungszone kam Kandel am 30. August 1946 gemäß Verordnung Nr. 57 der französischen Militärregierung an das neu gegründete Land Rheinland-Pfalz.
1958 wurde die St. Piuskirche eingeweiht und das Simultaneum von 1684 aufgehoben. Im gleichen Jahre wurde bei Bauarbeiten in der Goethestraße ein römisches Grab mit wertvollen Grabbeigaben gefunden, datiert auf das frühe 4. Jahrhundert. Die Grabbeigaben befinden sich im Museum in Speyer, der Steinsarg steht im St. Georgsturm. 1965 erhielt Kandel die Europafahne und die Aristide-Briand-Gedenkmedaille.
Ab 1984 wurde das Gewerbegebiet Horst erschlossen.

### 21. Jahrhundert
Kandel feierte 2001 mit einjähriger Verspätung seine 850-Jahr-Feier mit einem Stadtfest. 2005 wurde mit dem Bau einer neuen Sport- und Mehrzweckhalle begonnen und der renovierte Bahnhof eingeweiht. Ein Jahr später begann die Erschließung des neuen Baugebiets Am Höhenweg. Außerdem wird seit Frühjahr 2006 das Stadtbild von Kandel unter anderem durch die Bienwald-Biene geprägt. Die Biene ist ein mit Fühlern knapp zwei Meter großes Standbild. Sie ist in bunter Bemalung im Stadtgebiet anzutreffen.

Kandeler Bienen
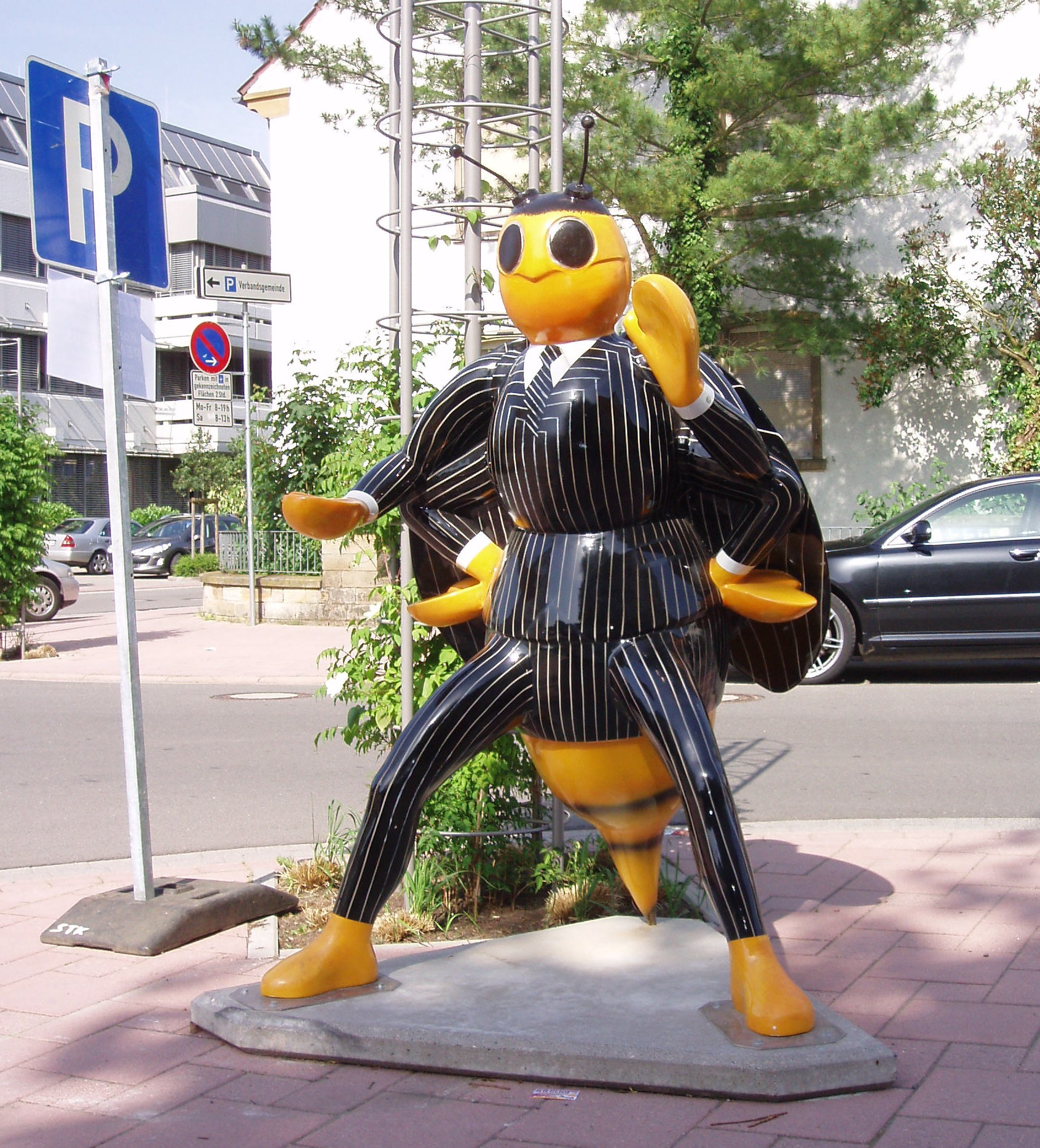
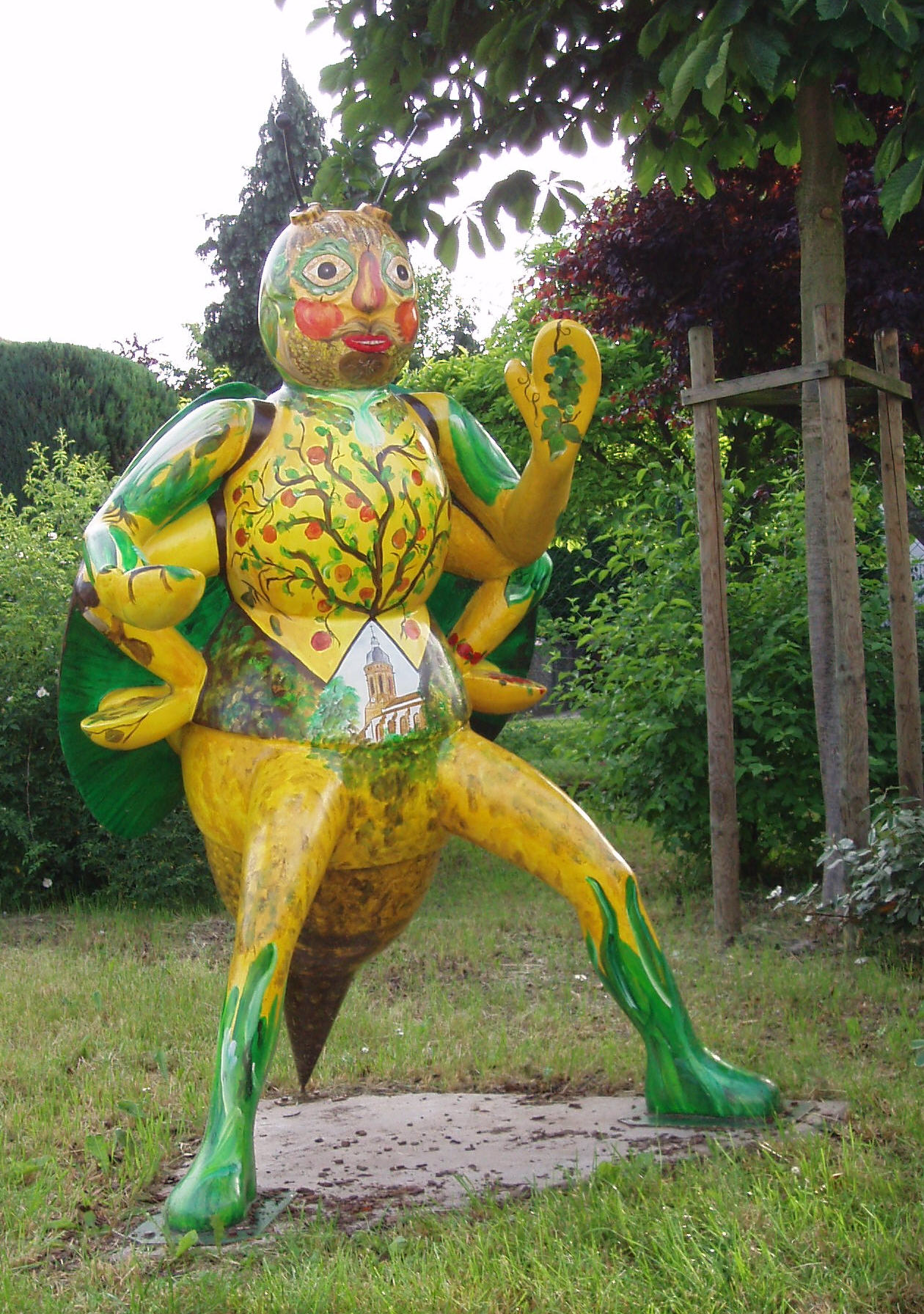
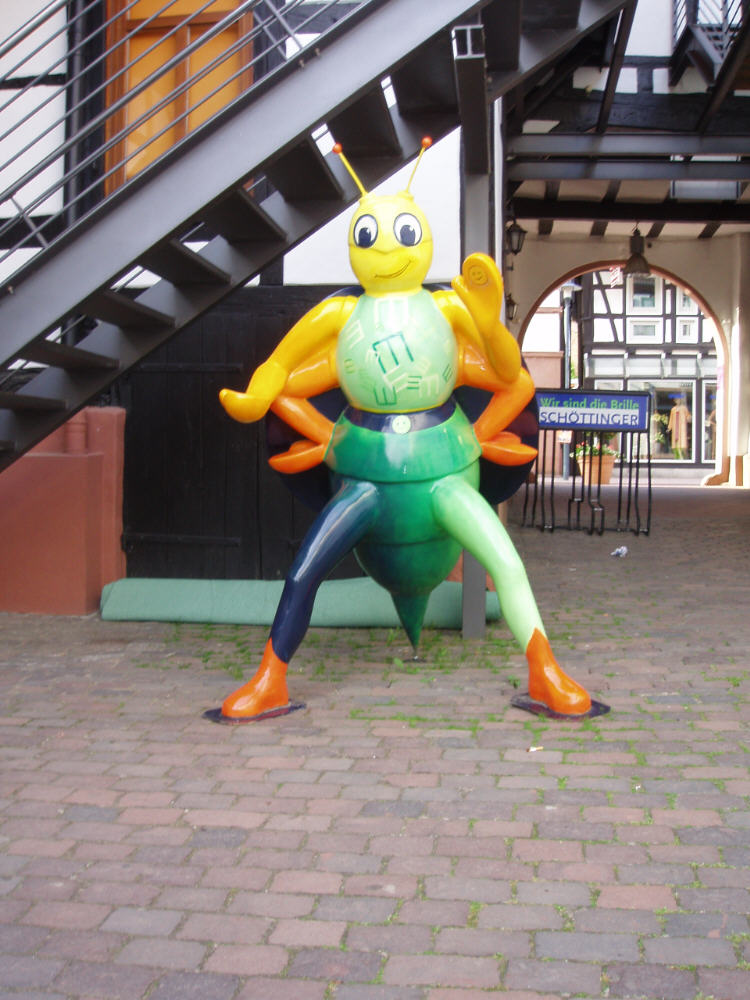

Ende Dezember 2017 geriet der Ort in die Schlagzeilen, als der Afghane Abdul D. seine 15-jährige Ex-Freundin Mia V. durch mehrere Messerstiche tötete. Der Täter, der als unbegleiteter minderjähriger Flüchtling nach Deutschland gekommen war, wurde im September 2018 vom Landgericht Landau wegen Mordes zu 8 Jahren und 6 Monaten Haft verurteilt. Seit dieser Tat wurde Kandel regelmäßig zum Schauplatz für rechtspopulistische und rechtsextreme Demonstrationen. In verschiedenen Bündnissen wehren sich Kandler Bürger gegen die Instrumentalisierung ihrer Stadt für rechtsextreme Propaganda. Das bürgerliche Bündnis „WIR sind Kandel“ wurde dafür zusammen mit „Kandel AKTIV“ am 8. Dezember 2018 mit dem „Brückenpreis“ des Landes Rheinland-Pfalz ausgezeichnet.

## Bevölkerung

### Einwohnerstatistik
Wenn nicht gesondert aufgeführt, ist die Quelle der Daten das Statistische Landesamt Rheinland-Pfalz.
| Jahr | Einwohner |
| ---- | --------- |
| 1802 | 2.855     |
| 1815 | 3.498     |
| 1835 | 3.829     |
| 1849 | 3.667     |
| 1861 | 3.500     |
| 1871 | 3.383     |
| 1905 | 3.665     |
| 1939 | 4.659     |

| Jahr | Einwohner |
| ---- | --------- |
| 1950 | 5.118     |
| 1965 | 6.165     |
| 1970 | 6.459     |
| 1975 | 7.166     |
| 1980 | 7.403     |
| 1985 | 7.315     |
| 1990 | 8.070     |
| 1995 | 8.292     |

| Jahr | Einwohner |
| ---- | --------- |
| 2000 | 8.377     |
| 2005 | 8.329     |
| 2010 | 8.427     |
| 2015 | 8.943     |
| 2017 | 9.066     |
| 2018 | 9.061     |
| 2019 | 9.034     |
| 2020 | 9.116     |

### Konfessionsstatistik
Im Jahr 1871 waren von insgesamt 3383 Einwohnern 2357 evangelisch (69,7 %), 1009 römisch-katholisch (29,8 %) und 17 jüdisch (0,5 %).
Mit Stand 30. Juni 2005 waren von den Einwohnern 42,3 % evangelisch, 33,7 % römisch-katholisch und 24,0 % waren konfessionslos oder gehörten einer anderen Glaubensgemeinschaft an. Derzeit (Stand 31. Januar 2025) sind von den Einwohnern 27,1  % evangelisch 23,8 % katholisch und 49,1 % sind konfessionslos oder gehören einer anderen Glaubensgemeinschaft an. Der Anteil der Protestanten und Katholiken an der Gesamtbevölkerung ist demnach im beobachteten Zeitraum gesunken.

### Religion
In Reminiszenz an die während des Dritten Reichs deportierten Juden wurden im September 2012 vor Ort Stolpersteine verlegt. Seit 1958 verfügen die Katholiken im protestantisch geprägten Kandel über die Kirche St. Pius.

## Politik

### Stadtrat
Der Stadtrat in Kandel besteht aus 24 Ratsmitgliedern, die bei der Kommunalwahl am 9. Juni 2024 in einer personalisierten Verhältniswahl gewählt wurden, und dem ehrenamtlichen Ortsbürgermeister als Vorsitzendem.
Die Sitzverteilung im Stadtrat:
| Wahl | SPD | CDU | Grüne | FDP | Linke | FWG | PARTEI | Gesamt   |
| ---- | --- | --- | ----- | --- | ----- | --- | ------ | -------- |
| 2024 | 6   | 9   | 3     | 2   | –     | 4   | –      | 24 Sitze |
| 2019 | 6   | 8   | 4     | 2   | 1     | 2   | 1      | 24 Sitze |
| 2014 | 10  | 8   | 3     | 1   | 1     | 1   | 0      | 24 Sitze |
| 2009 | 10  | 8   | 3     | 2   | 0     | 1   | 0      | 24 Sitze |
| 2004 | 8   | 9   | 3     | 2   | –     | 2   | 0      | 24 Sitze |

### Bürgermeister
Michael Gaudier (CDU) wurde am 9. Juli 2024 Stadtbürgermeister von Kandel. Bei der Direktwahl am 9. Juni 2024 hatte er sich bei einer Wahlbeteiligung von 64,5 % mit 68,8 % der Stimmen gegen einen Mitbewerber durchgesetzt.
Bürgermeister seit 1955:
| Amtszeit  | Name                | Partei |
| --------- | ------------------- | ------ |
| 1955–1989 | Oskar Böhm          | SPD    |
| 1989–2004 | Christa Loreth      | CDU    |
| 2004–2019 | Günther Tielebörger | SPD    |
| 2019–2024 | Michael Niedermeier | CDU    |
| 2024–     | Michael Gaudier     | CDU    |

### Wappen
| Wappen von Kandel | Blasonierung: „In Blau ein gestürztes silbernes Schwert mit goldenem Knauf, beseitet von je zwei übereinanderstehenden sechsstrahligen goldenen Sternen.“ |
| Wappen von Kandel | Wappenbegründung: Es wurde 1856 vom bayerischen König genehmigt und geht zurück auf ein Gerichtssiegel aus dem Jahr 1490.                                 |

### Städtepartnerschaften
Kandel pflegt seit 1961 eine Partnerschaft mit Reichshoffen in Frankreich und seit 1966 mit Whitworth in Großbritannien.

## Kultur und Sehenswürdigkeiten

### Kulturdenkmäler

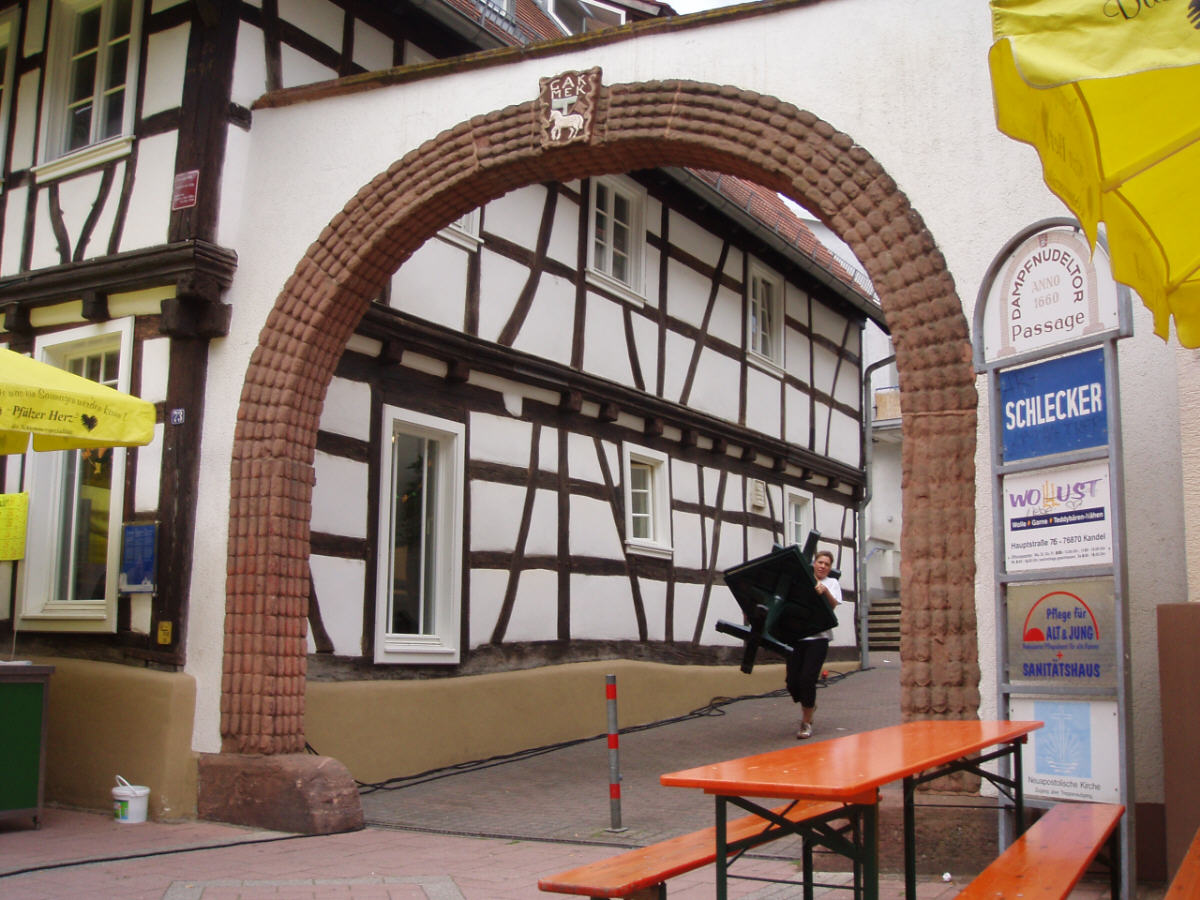
Das Dampfnudeltor

Der Ortskern ist als Denkmalzone ausgewiesen. Hinzu kommen zahlreiche Einzelobjekte, die unter Denkmalschutz stehen, darunter die protestantische Kirche St. Georg, das Rathaus, das einen im Zeitraum von 1773 bis 1783 errichteten Barockbau darstellt und das Schafhaus, das das älteste Fachwerkhaus Kandels ist samt dem neben ihm stehenden Dampfnudeltor von 1660.

### Natur
Das Naturschutzgebiet Bruchbach-Otterbachniederung erstreckt sich teilweise über die Gemarkung von Kandel. Zudem befinden sich im Stadtgebiet zwei Naturdenkmale.

### Gastronomie
In Kandel befinden sich insbesondere in der Haupt-, Markt- und Rheinstraße mehrere Gaststätten, Bistros und Weinstuben.
In unmittelbarer Nachbarschaft zum Industriegebiet Kandel-Horst liegen drei ehemalige Diskotheken; die letzte wurde 2017 geschlossen.

### Tourismus

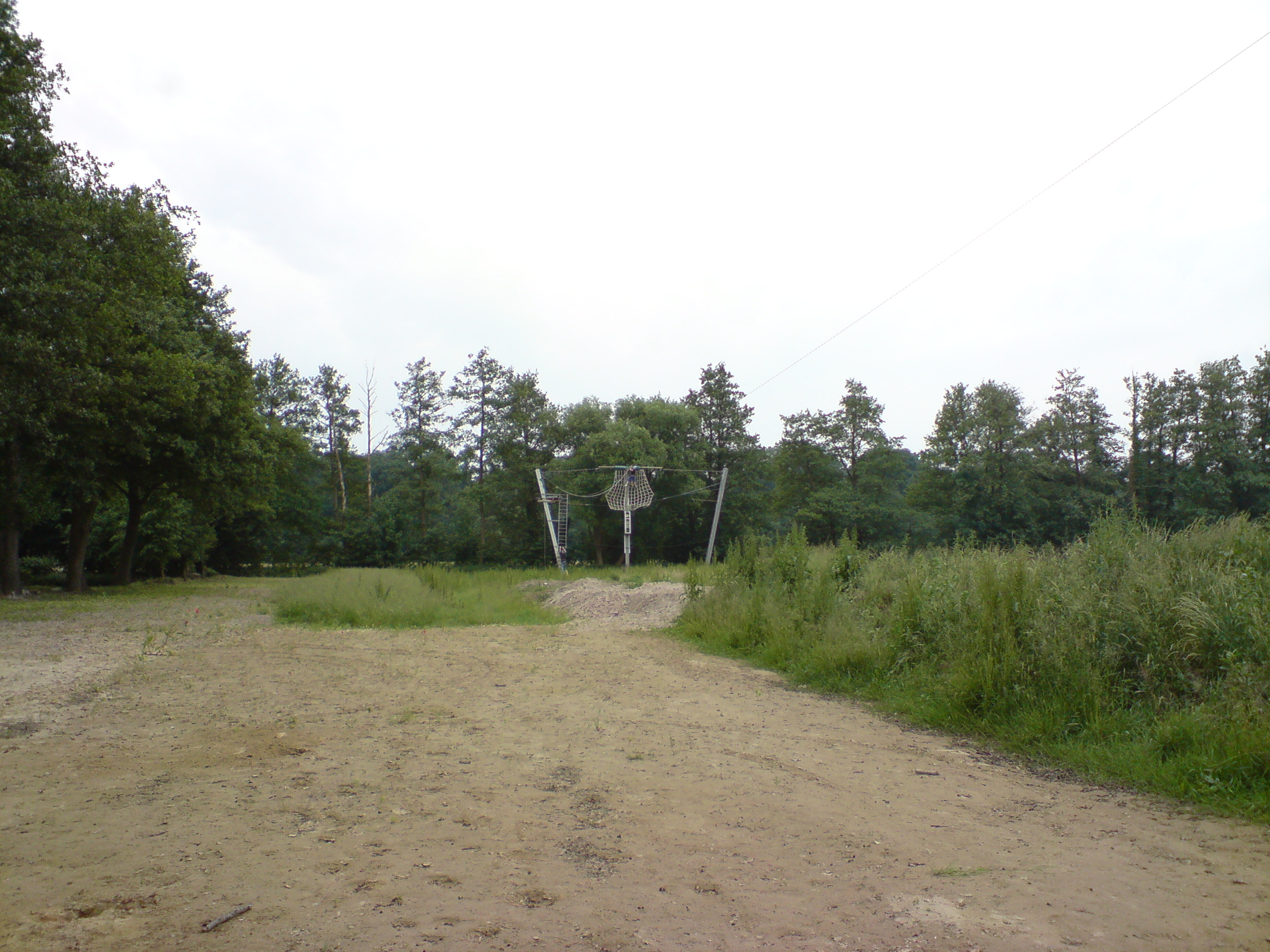
Hochseilgarten „Fun Forest“

Zu einer Touristenattraktion hat sich der 2006 eröffnete Hochseilgarten „Fun Forest“ entwickelt. Zudem führt der von Bad Bergzabern nach Wörth am Rhein verlaufende Petronella-Rhein-Radweg durch Kandel.

### Skulpturenweg
Mit zwei internationalen Bildhauersymposien 1993 und 2009 entstand der Skulpturenweg Kandel. Er ist gleichzeitig ein Teilstück des Skulpturenwegs Rheinland-Pfalz.

### Sporteinrichtungen
- Bienwaldstadion
- Tennisplätze
- BMX-Bahn
- Skater-Platz
- Waldschwimmbad
- mehrere Sporthallen
- Bogensportgelände
- Fitnessstudio
- Adamshof (Fußgolf)
- Bouleplatz

### Regelmäßige Veranstaltungen

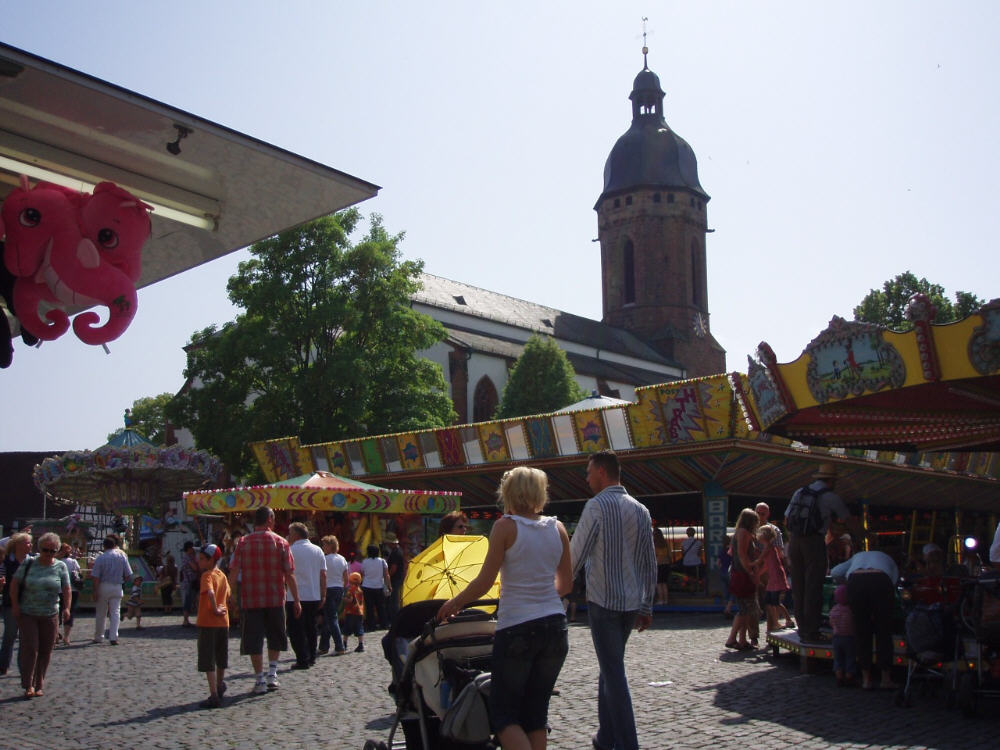
Maimarkt 2009

- zweiter Märzsonntag: Bienwald-Marathon
- letztes Maiwochenende: Maimarkt (Jahrmarkt) mit verkaufsoffenem Sonntag
- August: Im jährlichen Wechsel Stadtfest bzw. Mitternachtsverkauf
- letztes Oktoberwochenende: Oktober- bzw. Gallusmarkt (Jahrmarkt) mit verkaufsoffenem Sonntag
- Adventwochenenden: Christkindelmarkt

## Wirtschaft und Infrastruktur

### Verkehr

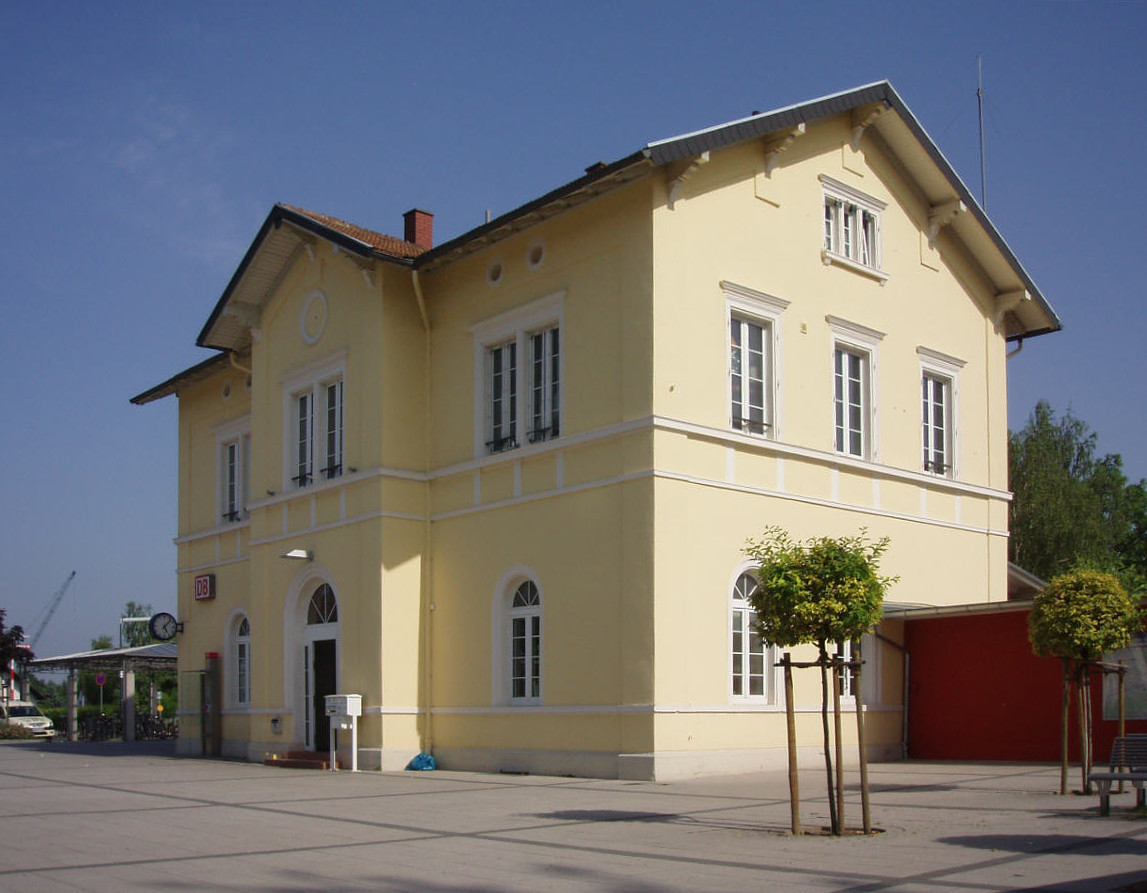
Renovierter Bahnhof Kandel 2009

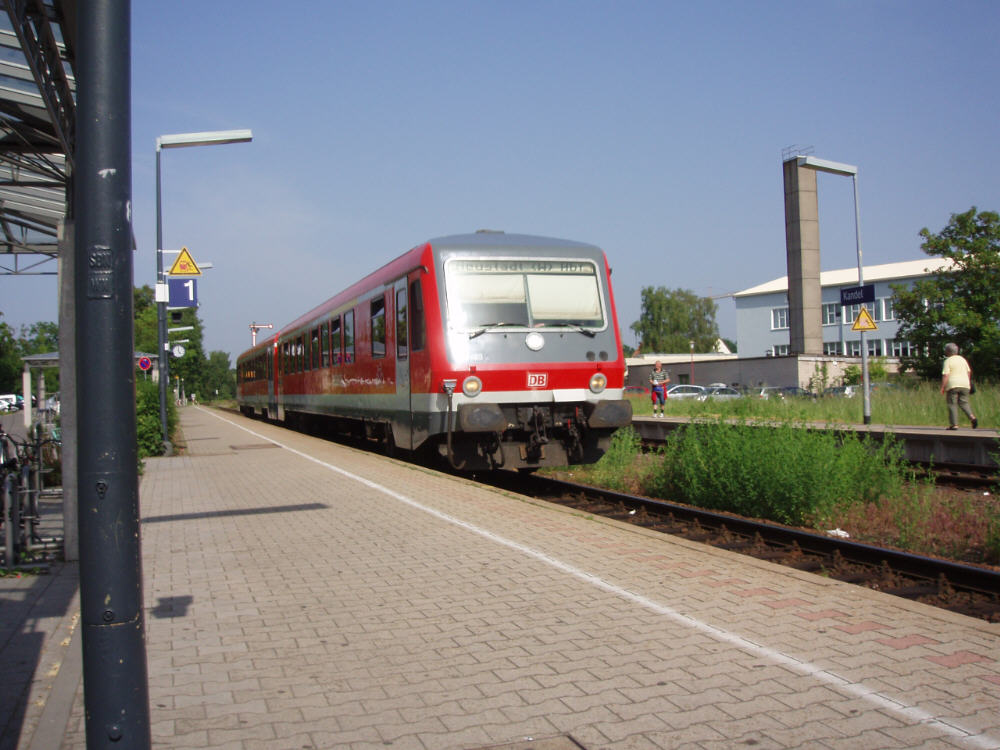
Bahn nach Neustadt fährt ein

Kandel ist mit den drei Anschlussstellen Kandel-Nord, Kandel-Mitte und Kandel-Süd an die Bundesautobahn 65 (Ludwigshafen am Rhein – Landau in der Pfalz – Wörth am Rhein – Karlsruhe) angeschlossen. Zudem liegt die Stadt an der B 9, die von Kranenburg nach Lauterbourg führt. Außerdem beginnen Kandel die B 427 in den Pfälzerwald nach Hinterweidenthal, die Landesstraße 542 nach Kirrweiler und die Landesstraße 548 nach Winden.
Der Bahnhof Kandel liegt an der Bahnstrecke Winden–Karlsruhe und ist Regional-Express-Halt. Verbindungen existieren in Richtung Karlsruhe und in Richtung Landau sowie Neustadt. Der Bahnhof wurde im Jahr 2005 komplett renoviert und modernisiert.

### Wirtschaft
Die Wirtschaftsstruktur Kandel ist geprägt durch Handel, Dienstleistungen und Handwerk. Größere Industriebetriebe vor Ort waren die Unternehmen Eichenauer und David & Baader, beides Unternehmen der Elektroindustrie. Diese sind jedoch zu großen Teilen in umliegende Gemeinden umgesiedelt, weil in Kandel keine Erweiterungsflächen verfügbar waren. Grundlage für Kandels Ruf als Einkaufsstadt ist eine große Zahl an Fachgeschäften insbesondere in der Kandeler Innenstadt, aber auch im Gewerbegebiet Horst im Stadtteil Minderslachen. Neue Wege geht der Einzelhandel seit einigen Jahren durch den alle zwei Jahre stattfindenden Mitternachtsverkauf (Öffnung der Geschäfte an einem Sonntag von 00.00 bis 06.00 Uhr).
Nach wie vor existieren in Kandel einige große Landwirtschaftsbetriebe, die sich größtenteils auf Sonderkulturen wie Zuckerrüben, Braugerste, Spargel oder Obst spezialisiert haben. Zudem gibt es zwei Weinbaubetriebe. Der früher bedeutende Tabakanbau war zuletzt aufgrund des Wegfalls von Subventionen seitens der EU stark rückläufig.
Kandel war bis zum 31. Dezember 2020 Sitz der Sparkasse Germersheim-Kandel, welche per 1. Januar mit der Sparkasse Südliche Weinstraße zur heutigen Sparkasse Südpfalz mit Sitz in Landau fusionierte.

### Behörden

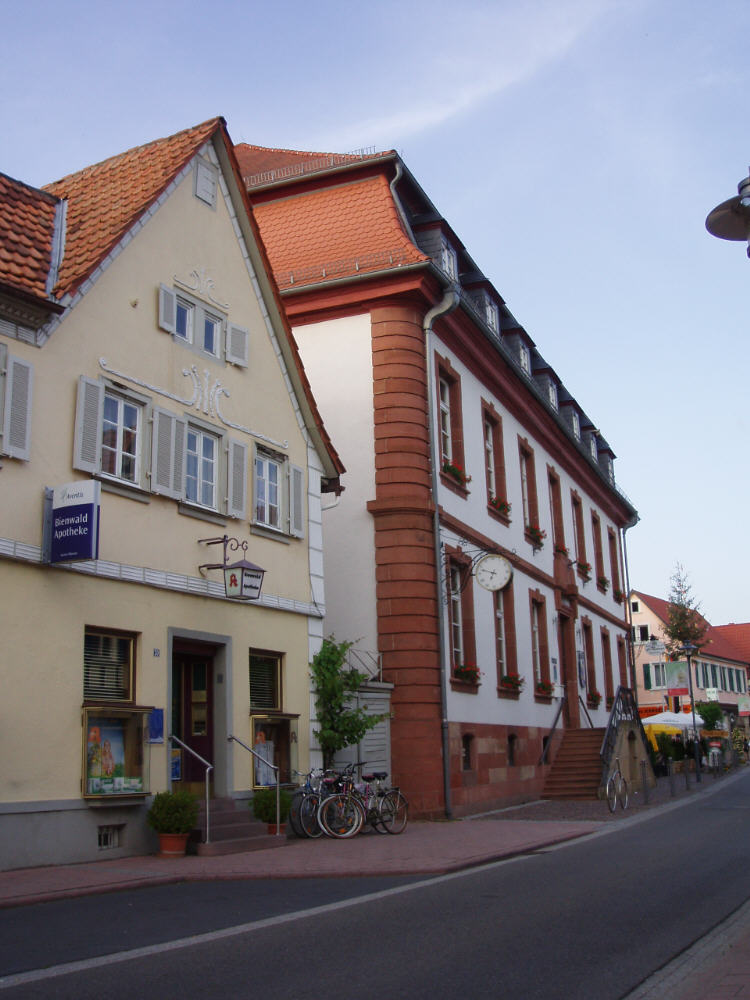
Bienwald-Apotheke und Rathaus

Als Sitz der Verbandsgemeinde beherbergt Kandel auch deren Verwaltung. Zur Verbandsgemeinde gehören ferner die Orte Erlenbach bei Kandel, Freckenfeld, Minfeld, Steinweiler, Vollmersweiler und Winden (Pfalz). Zudem ist die Stadt Sitz des Forstamtes Bienwald, zweier Notariate sowie Sitz einer Straßenmeisterei und einer Autobahnmeisterei.
Seit 2025 befindet sich in Kandel ein Revier der Bundespolizei.

### Gerichte
Kandel ist Sitz eines Amtsgerichts, das zum Landgerichtsbezirk Landau in der Pfalz und zum Bezirk des Pfälzischen Oberlandesgerichts Zweibrücken gehört.

### Gesundheit
Das frühere Kreiskrankenhaus des Landkreises Germersheim wurde privatisiert und firmiert nun als Asklepios Südpfalzklinik Kandel. Hierbei handelt es sich um ein Akutkrankenhaus der Regelversorgung mit den Fachbereichen Innere Medizin, Chirurgie, Anästhesie, Gynäkologie und Geburtshilfe, Intensivmedizin und HNO. Zudem gibt es in Kandel eine breite Auswahl an niedergelassenen Medizinern diverser Fachrichtungen, drei Apotheken, Massage- und Physiotherapiepraxen. Außerdem ist Kandel Sitz einer Rettungswache der Rettungsdienst Südpfalz GmbH des DRK.

### Bildung
In Kandel gibt es eine Grundschule, eine Realschule und eine Integrierte Gesamtschule. Außerdem existiert eine Volkshochschule.

## Persönlichkeiten
Ehrenbürger Kandels sind unter anderem seit 1980 Maria Wiesheu (Ordensname: Sr. Himeria), Mitglied des Ordens der Schwestern vom Göttlichen Erlöser (Niederbronner Schwestern), Provinz Pfalz, Esthal, die über mehrere Jahrzehnte als Gemeinde- und Krankenschwester in Kandel tätigt war, und seit 1991 der langjährige Stadtbürgermeister Oskar Böhm.
Die ersten bekannten Persönlichkeiten die vor Ort geboren wurden, waren der Autor Franz Michael Leuchsenring und der Eisenbahnunternehmer Jakob von Lavale. Im 20. Jahrhundert nahm die Zahl der Söhne und Töchter stark zu. Unter ihnen befinden sich der einstige Bundesstaatssekretär Kurt Jung, der Maler und Grafiker Hans Wesely, der Mundartdichter Werner Mühl, die Landespolitiker Vera Reiß und Martin Brandl, die Musiker Drangsal und Nils Keppel, ebenso zahlreiche Sportler wie die Radsportlerin Ingrid Persohn sowie die Tischtennisspielerinnen Amelie und Petrissa Solja.
Der Pädagoge Karl Christian Heyler war von 1810 bis zu seinem Tod 13 Jahre später vor Ort Pfarrer. Der Fotokünstler Michael Ehrhart lebte und arbeitete in der Stadt, ebenso wie der noch lebende Künstler Armin Hott.